# کاشپرسکه هوری
کاشپرسکه هوری (به چکی: Kašperské Hory) یک منطقهٔ مسکونی در جمهوری چک است که در ناحیه کلاتووی واقع شده‌است. کاشپرسکه هوری ۱٬۴۵۸ نفر جمعیت دارد.